# Виржини Разано
Виржини Разано (на френски: Virginie Razzano) е професионална тенисистка от Франция. Френската тенисистка започва кариерата си през 1999 г., когато печели юношеския формат на престижния турнир „Ролан Гарос“. През 2000 г., Виржини Разано постига друг сериозен успех като печели „Откритото първенство на Австралия“ отново при девойките.
През 2000 г. за първи път младата французойка побеждава тенисистка от Топ 100. Това е съперничката и Алина Жидкова. Година по-късно Разано побеждава и съперничка от Топ 50 Жустин Енен. През същата година, на турнира „Оупън Газ дьо Франс“, Виржини Разано достига до първия си финал на двойки, където губи заедно с партньорката си Ива Майоли от дуета Натали Тозиа и Кимбърли По.
В професионалната си кариера, Виржини Разано има записани четири загубени финала на сингъл. Първият от тях е през 2004 г., по време на турнира „Ташкент Оупън“, където губи от чешката тенисистка Никол Вайдишова. През 2007 г. на турнира във Форест Хил, тя е победена от набиращата скорост аржентинска тенисистка Жисела Дулко с 6:2 и 6:2. През 2009 г., френската тенисистка губи два финала — в Дубай от Винъс Уилямс и в Ийстбърн от Каролине Возняцки.
На 24 септември 2007 след много добро представяне на турнира в Гуанджоу, Виржини Разано печели първата си титла на сингъл, побеждавайки във финалния мач представителката на Израел – Ципора Обзилер с 6:3, 6:0. Десетина дни по-късно на 1 октомври 2007, фенската тенисистка печели втората си титла на сингъл в Токио, този път отстранявайки в оспорван двубой Винъс Уилямс с резултат 4:6, 7:6, 6:4. След тази победеда, Виржини Разано се придвижва до 27-о място в Световната ранглиста на женския тенис.
През 2010 г., Виржини Разано участва на „Откритото първенство на Австралия“, където сензационно губи в първия кръг от рускинята Екатерина Макарова, което я изважда от Топ 20 на Световния тенис. На турнира в Дубай, Разано побеждава в първия кръг тунизийската тенисистка Селима Сфар, но във втория кръг отстъпва на Шахар Пеер от Израел с 2:6, 2:6.